# جوي كينيار
جوي كينيار (بالإنجليزية: Joe Kinnear)‏ (27 ديسمبر 1946 جمهورية أيرلندا - 7 أبريل 2024) هو لاعب كرة قدم أيرلندي، لعب كمدافع.

## وصلات خارجية
- جوي كينيار على موقع قاعدة بيانات كرة القدم.إي يو (الإنجليزية)
- جوي كينيار على موقع ناشيونال فوتبول تيمز (الإنجليزية)
- جوي كينيار على موقع Soccerbase.com (لاعب) (الإنجليزية)
- جوي كينيار على موقع Soccerbase.com (مدرب) (الإنجليزية)
- جوي كينيار على موقع عالم كرة القدم.نت (الإنجليزية)